# Sgorr Ruadh
Sgorr Ruadh är ett berg i Storbritannien.   Det ligger i kommunen Highland och riksdelen Skottland, i den nordvästra delen av landet, 700 km nordväst om huvudstaden London. Toppen på Sgorr Ruadh är 962 meter över havet.
Terrängen runt Sgorr Ruadh är huvudsakligen kuperad. Trakten runt Sgorr Ruadh är nära nog obefolkad, med mindre än två invånare per kvadratkilometer. Trakten runt Sgorr Ruadh består i huvudsak av gräsmarker.